# بامبانگ پامونگکاس
بامبانگ پامونگکاس (انگلیسی: Bambang Pamungkas؛ زادهٔ ۱۰ ژوئن ۱۹۸۰) با نام مستعار بپه بازیکن سابق و مربی فوتبال اهل اندونزی است.
از باشگاه‌هایی که در آن بازی کرده‌است می‌توان به باشگاه فوتبال سلانگور، باشگاه فوتبال پرسیب باندونگ، باشگاه فوتبال مادورا یونایتد، و باشگاه فوتبال پرسیجا جاکارتا اشاره کرد.
وی همچنین در تیم ملی فوتبال اندونزی بازی کرده‌است.